# Tulu Bolo
Tulu Bolo är en ort i Etiopien.   Den ligger i regionen Oromia, i den centrala delen av landet, 70 km sydväst om huvudstaden Addis Abeba. Tulu Bolo ligger 2 172 meter över havet och antalet invånare är 10 531.
Terrängen runt Tulu Bolo är lite kuperad. Runt Tulu Bolo är det ganska tätbefolkat, med 172 invånare per kvadratkilometer. Det finns inga andra samhällen i närheten. Trakten runt Tulu Bolo består till största delen av jordbruksmark.